# 劉子師
劉子師（りゅう しし、大明4年（460年）- 景和元年9月11日（465年10月16日））は、南朝宋の皇族。南海哀王。孝武帝劉駿の二十二男。字は孝友。

## 経歴
劉駿と殷淑儀のあいだの子として生まれた。大明7年（463年）、南海王に封じられた。景和元年（465年）9月、前廃帝に殺害された。享年6。明帝が即位すると、哀と追諡された。

## 伝記資料
- 『宋書』巻80 列伝第40
- 『南史』巻14 列伝第4